# Glenorie, New South Wales
Glenorie este o suburbie în Sydney, Australia. O rezient celebru de Glenorie este Bridie Moore, o membru de la echipă australian de baschet.